# ربیع عطایا
ربیع عطایا (زاده ۱۶ ژوئیهٔ ۱۹۸۹) بازیکن فوتبال اهل لبنان است که در پست وینگر راست برای باشگاه فوتبال النجمه در لیگ لبنان بازی می‌کند.